# 威廉·占士·費茲捷羅
威廉·占士·費茲捷羅爵士（英語：Sir William James Fitzgerald；1894年5月—1989年7月），英國大律師，曾任巴勒斯坦託管地律政司及首席按察司。

## 早年
費茲捷羅於1894年5月出生於愛爾蘭提伯雷立郡卡帕懷特，曾就讀於黑石書院及都柏林三一書院。
第一次世界大戰期間，他在杜倫輕步兵團服役，獲授軍功十字勳章及英勇十字勳章。
1922年，他獲愛爾蘭大律師公會（英皇律師學院）及英格蘭及威爾斯大律師公會（中殿律師學院）認許為大律師。

## 藩政生涯
1924年，他獲委任為尼日利亞檢察官。1932年，他獲委任為北羅德西亞（今贊比亞）法律政策專員，此年獲委任為北羅德西亞律政司。1937年，他獲委任為巴勒斯坦託管地（今以色列）律政司。1944年，他獲委任為首席按察司。
費茲捷羅反對盲目採用英國法律，主張透過英國法律的普遍原則改善當地法律制度。其任職期間曾推動廢除託管地對當地猶太及阿拉伯法官與英籍法官的一切區別對待。
1945年，阿拉伯人聲稱，由於猶太人在耶路撒冷佔人口多數，阿拉伯人在耶路撒冷市議會中的代表權不足。高級專員戈特勳爵委託費茲捷羅調查該問題並提出解決方案。8月28日，費茲捷羅向高級專員提交報告，提議將該城劃分為猶太自治區與阿拉伯自治區，各區設有自己的市長及市議會。該計劃未能在託管期內實施。
費茲捷羅是巴勒斯坦託管地末任首席按察司。他卸任前曾尋求在英格蘭擔任司法職位，但未成功。他亦曾獲邀擔任西非上訴法院院長，但未接受。

## 返國後
1948年3月，費茲捷羅請託管地所有英籍法官返回英國。1948年5月15日凌晨零時，英國託管期終止，費茲捷羅卸任並返回英國。18個月後，他獲委任為土地審裁處庭長，任職後15年後退休。
《愛爾蘭時報》引述匿名消息來源稱，費茲捷羅贊成巴勒斯坦阿拉伯人建立巴勒斯坦國。

## 延伸閱讀
- Anon "Former Palestine Chief Justice Dies" Irish Times 10 July 1989 p. 10
- Assaf Likhovski (2006) Law and Identity in Mandate Palestine UNC Press
- Haim Shenhav (2007) The mandate and its discontent, on love and betrayal, Am Oved

## 外部連結
- Fitzgerald report and map 的存檔，存档日期17 May 2008. Gilay Collectibles site